# Guerny
Guerny település Franciaországban, Eure megyében. Lakosainak száma 155 fő (2022. január 1.). Guerny Authevernes, Château-sur-Epte, Dangu, Noyers, Boury-en-Vexin, Saint-Clair-sur-Epte és Vesly községekkel határos.

## Népesség
A település népességének változása:
| Lakosok száma | 121  | 171  | 127  | 174  | 168  | 174  | 172  | 166  | 163  | 155  |
|               | 1968 | 1982 | 1990 | 2006 | 2013 | 2015 | 2017 | 2019 | 2020 | 2022 |